# Dorcasta dasycera
Dorcasta dasycera är en skalbaggsart som först beskrevs av Wilhelm Ferdinand Erichson 1848. Dorcasta dasycera ingår i släktet Dorcasta och familjen långhorningar.
Artens utbredningsområde är:
- Aruba.
- Belize.
- Guatemala.
- Guyana.
- Honduras.
- Nicaragua.
- Panama.
- Surinam.
- Venezuela.

Inga underarter finns listade i Catalogue of Life.